# Technikum Mechanizacji Muzyki
TMM FM – Technikum Mechanizacji Muzyki FM – "TMM Rave FM" – audycja na antenie RMF FM nadawana w latach 1994-1998. Prezentowana była tam muzyka klubowa. Ostatnia audycja została nadana 20 czerwca 1998 roku.
Programy Technikum Mechanizacji Muzyki odbywały się w nocy z soboty na niedzielę. Każdy program trwał pięć godzin i podzielony był na trwające godzinę "ramiona":
- Ramię Nikt
- Ramię Złote
- Ramię Środkowe
- Nowe Ramię
- Ramię Ziołowe

Firma Pomaton EMI wydała kompilację muzyczną o tytule "Technikum Mechanizacji Muzyki".

## Ludzie
- Bogdan Zalewski
- Paweł Drzyzga
- Tomasz Poznański
- Przemysław Skowron